# Fausto Maria Martini
Fausto Maria Martini, né le 14 avril 1886 à Rome où il meurt le 12 avril 1931, est un poète, dramaturge et critique littéraire italien.

## Biographie
Fausto Maria Martini est né à Rome le 14 avril 1886 d'une riche famille bourgeoise. Il a fréquenté l'école secondaire classique au collège Nazareno, où il a été un élève de Luigi Pietrobono. Il s'inscrit à la faculté de droit, mais ses intérêts sont orientés vers les études littéraires, la vie sociale, le journalisme, le théâtre et surtout la poésie, attiré dans ses premiers recueils par le mouvement crépusculariste.
Après la mort prématurée de Sergio Corazzini, il décide d'entreprendre un voyage aux États-Unis, en embarquant sur un bateau vapeur espagnol. Il fournit une large description de ce voyage dans son récit Si sbarca a New York (1930).
À la fin de son séjour américain en 1908, il retourne en Italie et ressent le besoin d'une période d'isolement. Il séjourne alors pendant un an dans un couvent de frères capucins, à Cittaducale, puis il est l'hôte de parents dans un village des Abruzzes.
De retour à Rome en 1909, il travaille comme critique de théâtre dans la rédaction du magazine La Tribuna. Cette collaboration dure jusqu'en 1925. À cette époque, outre l'activité de critique et d'auteur dramatique, il publie Il Mattutino (1910),La bisca (1911), Il giglio nero (1914) et d'autres textes théâtraux.
En 1915, il part comme volontaire pour le front et en novembre 1916, il est grièvement blessé dans une tranchée, d' un coup au crâne qui l'oblige à déménager d'un hôpital à l'autre, pendant environ trois ans. Les problèmes physiques sont aggravés par une forme de dépression qui ne l'empêche pas de reprendre ses activités journalistiques ou littéraires. Au cours de la décennie 1921-1931, sa production multiforme s'enrichit d'œuvres narratives telles que Verginità (1921), roman consacré au drame de la Première Guerre mondiale.
En 1918, il épouse une veuve d'une famille noble de Pérouse avec qui il a une fille. En 1929, il quitte la rédaction du Giornale d'Italia, mais continue à publier dans Corriere della sera et Nuova Antologia.
Il venait de terminer Il Silenzio (publié à titre posthume en 1932), quand il meurt à Rome dans la nuit du 12 avril 1931.

## Œuvres
Poésie
- Le piccole morte, Turin, 1906.
- Panem nostrum, Rome, 1907.
- Poesie provinciali, Naples, 1910.
- Bianche mani, in Vita letteraria, 15 février 1905.
- Lo specchio, Ivi, 24 mai 1907.
- I due vicini, Ivi, 13 décembre 1907.
- Versi, in Nuova Antologia, 10 novembre 1917.

Roman
- La porta del Paradiso, Milan, 1918.
- Verginità, Florence, 1920.
- La vetrina delle antichità, Milan, 1923.
- Il cuore che m'hai dato, Milan, 1925.
- I volti del figlio, Milan, 1928.
- Lo zar non è morto, Rome, Edizioni dei Dieci - Sapientia, 1929 (roman collectif, avec le groupe i Dieci)
- Si sbarca a New York, Milan, 1930.
- Il silenzio, Milan, 1932.
- Appunti di vita di guerra, Milan, 1933.

Théâtre
- Ridi, pagliaccio!, Bologne, 1919.
- Il giglio nero, Florence, 1920.crépusculaire
- Il fanciullo che cadde, 1921.
- La stonatura, Naples, 1922.
- II fiore sotto gli occhi, Milan, 1922.
- L'altra Nanetta, 1923.
- La facciata, Florence, 1925.
- La sera del trenta, Florence, 1926.
- Bisboccia, Milan, 1929.
- Mattutino, Milan, 1929.